# Monastero di Santa Maria di Huerta
Il monastero di Santa Maria di Huerta (in spagnolo: Monasterio de Santa María de Huerta) è un monastero ubicato a Santa María de Huerta in Spagna. Venne dichiarato Bien de Interés Cultural nel 1882.
La prima pietra della costruzione venne posata da Alfonso VII di Castiglia nel 1179.

## Galleria d'immagini

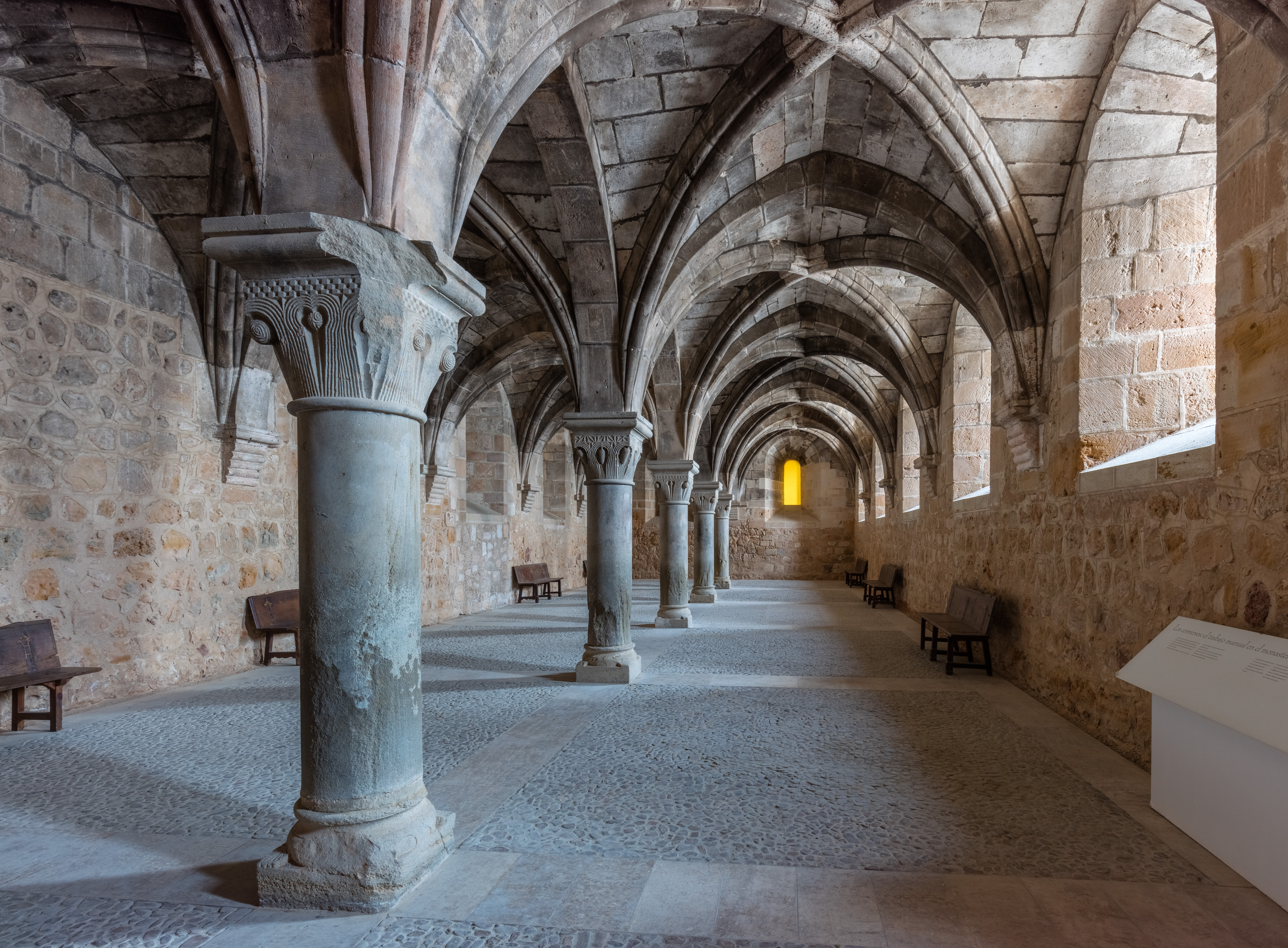
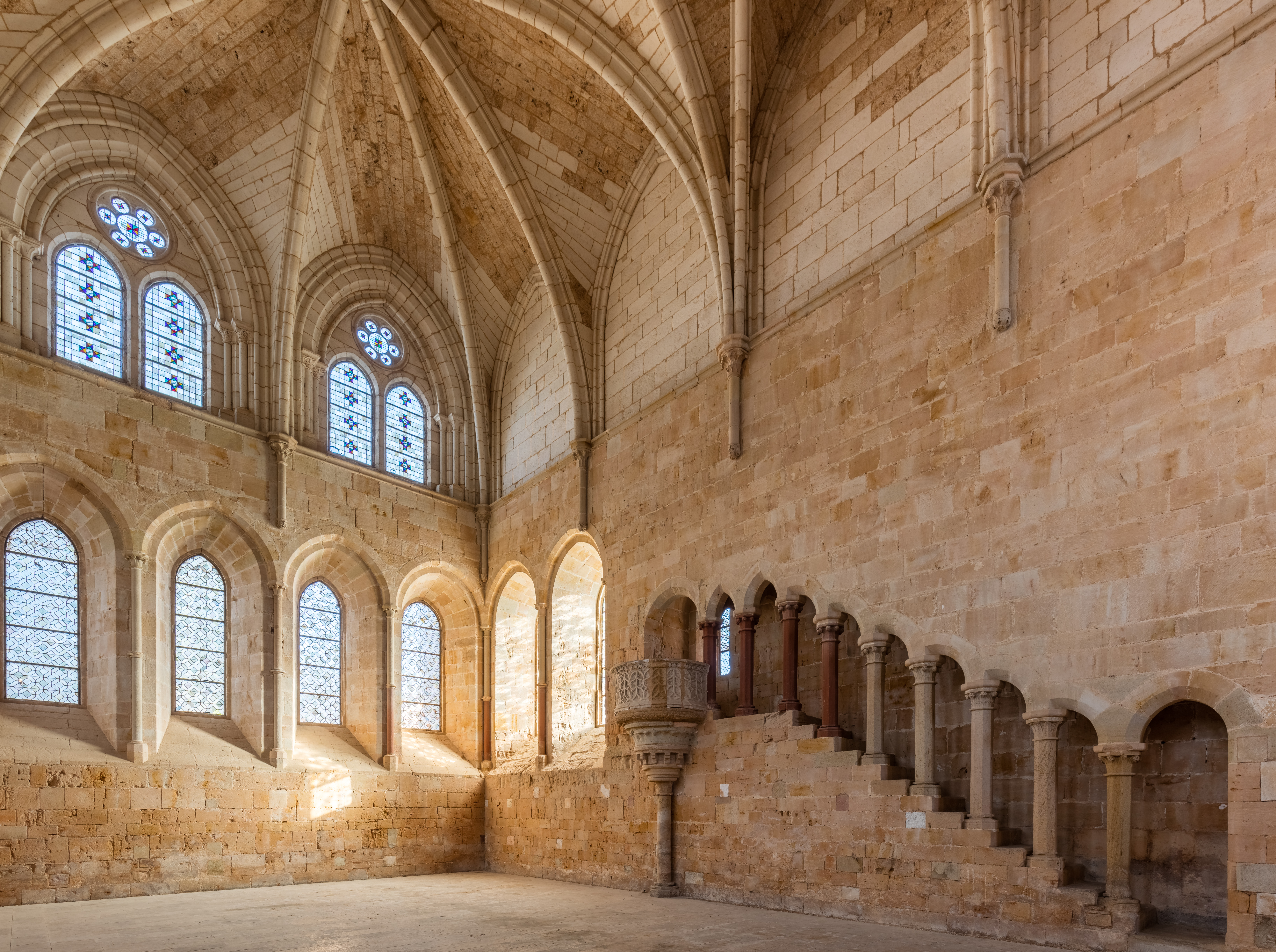
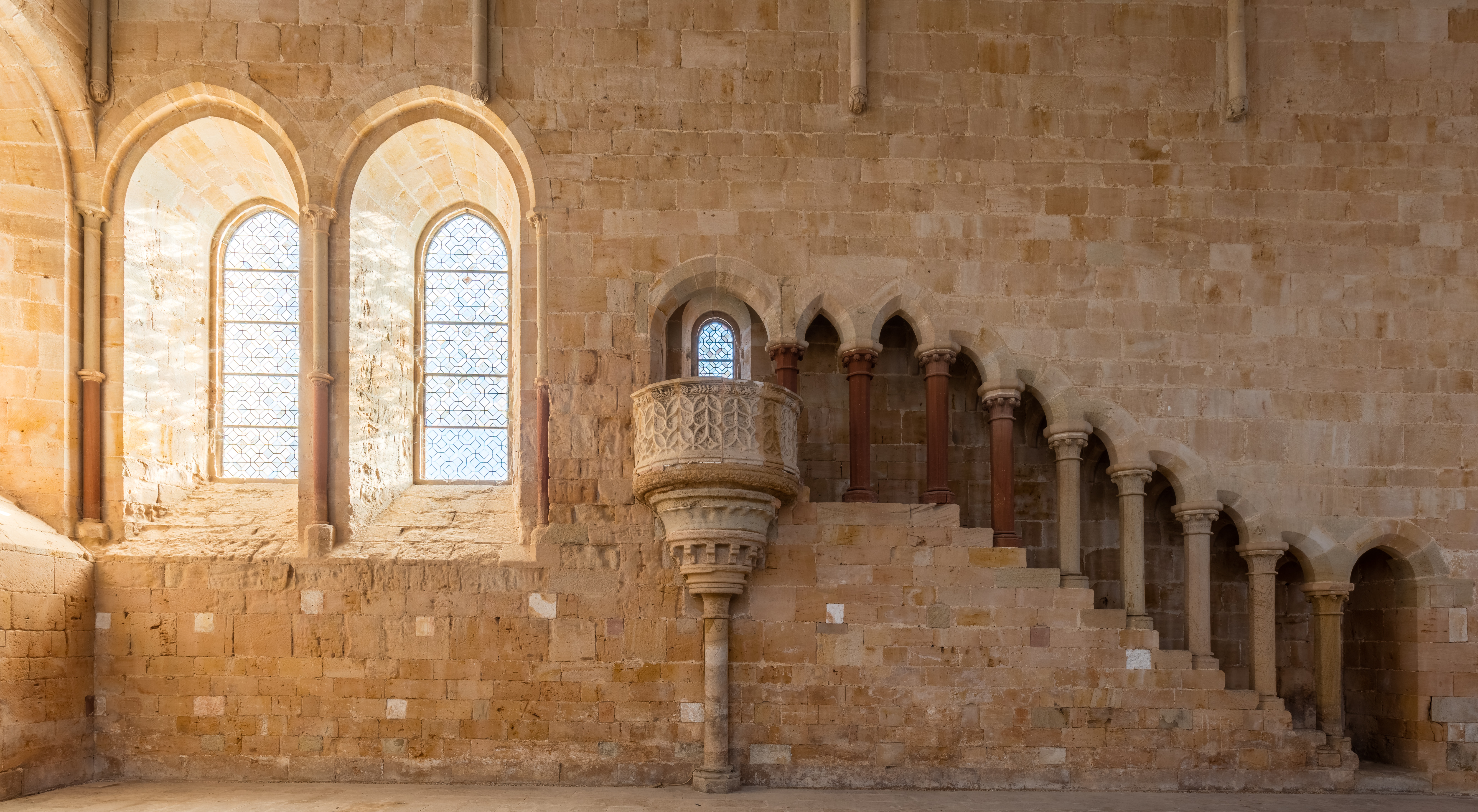
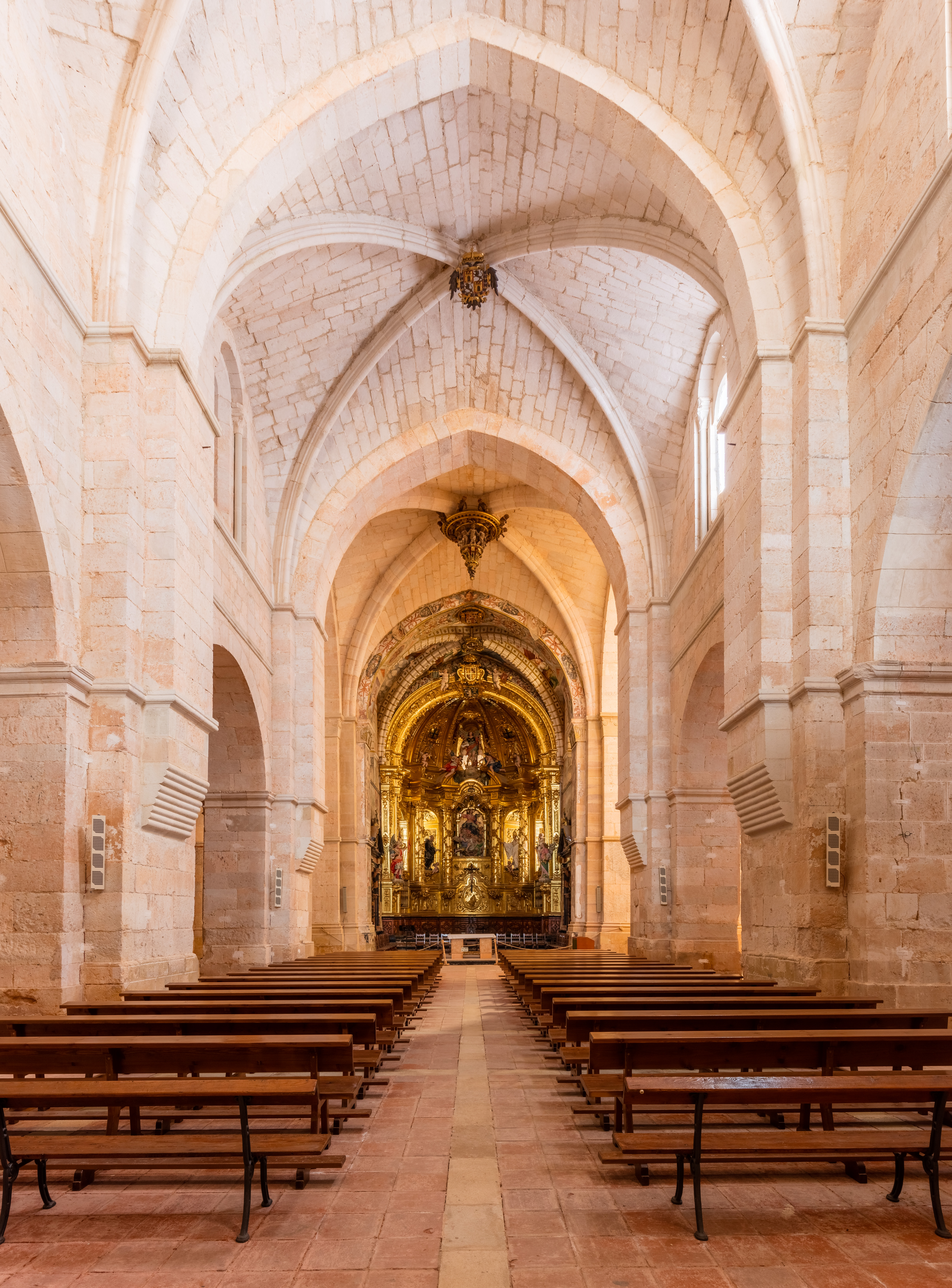
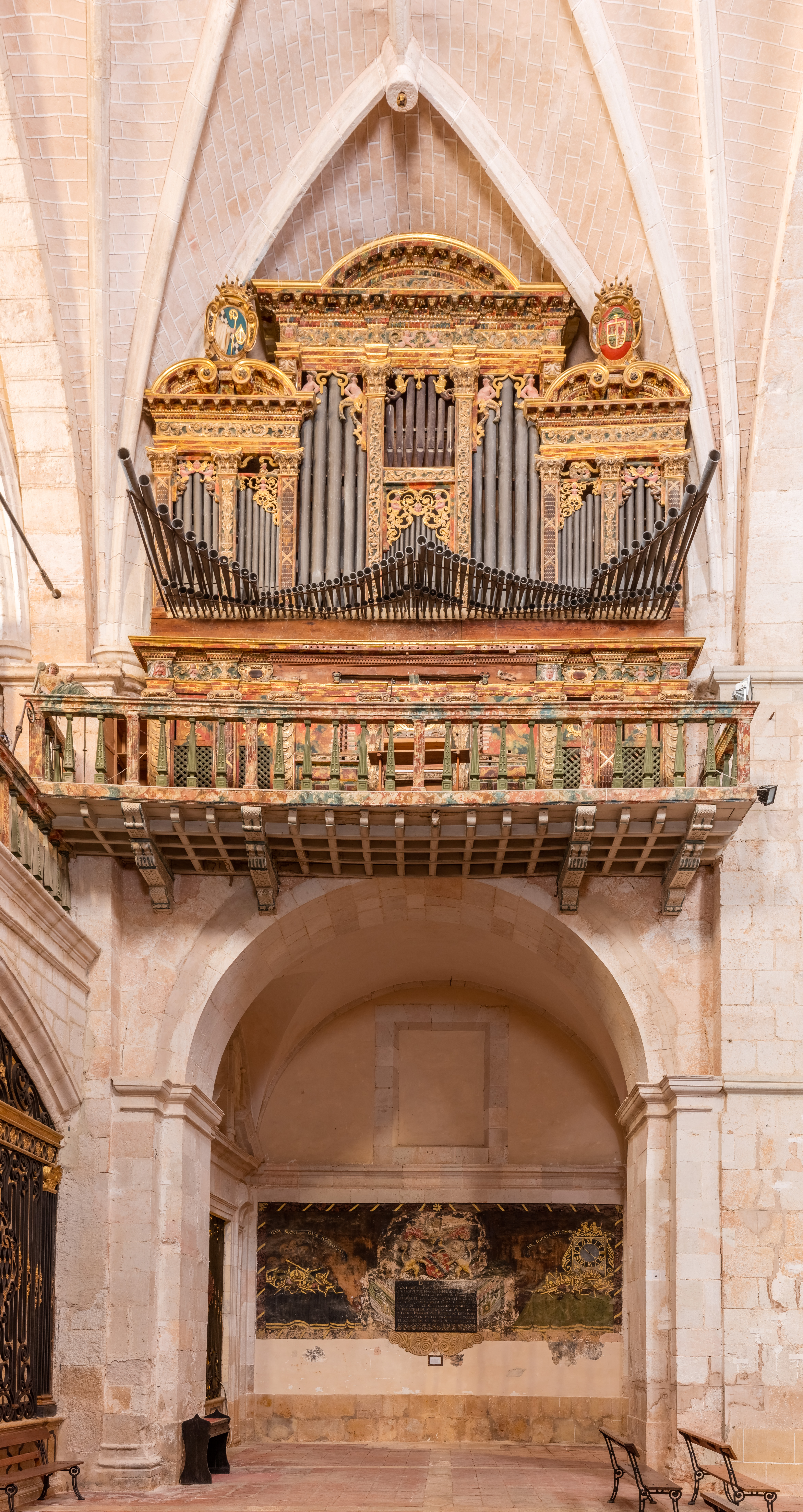
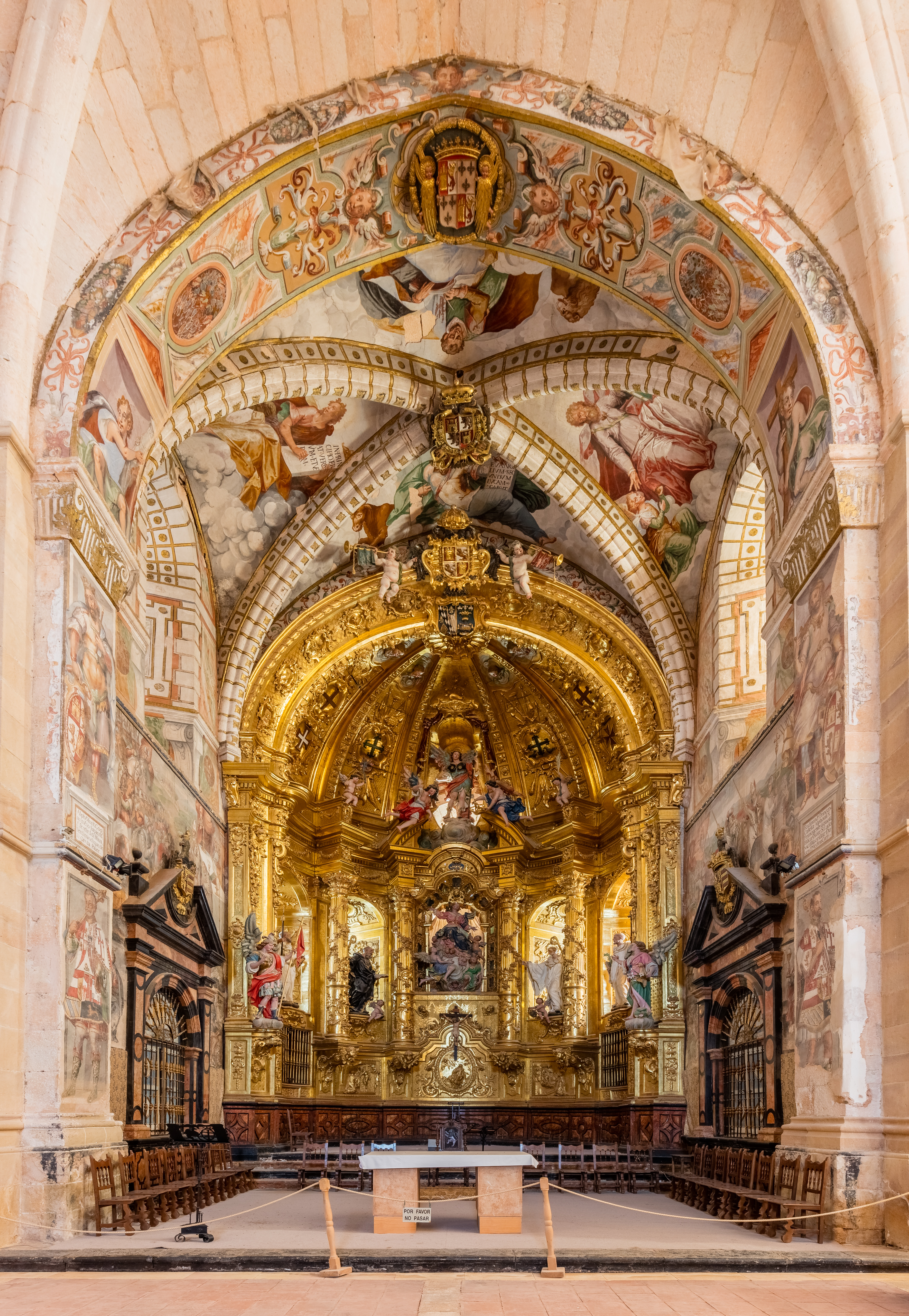